# Epanodo
L'epanodo (dal greco epánodos, "regressione", composto da epí, «verso», aná «indietro», e hodós, «strada») è una figura retorica consistente nel riprendere con aggiunta di particolari una o più parole enunciate precedentemente.